# 쉐 드린
셰이 들린(Shae D'lyn, 1963년 11월 24일 ~ )은 미국의 배우이다.
애빌린에서 태어났다.

## 영화
- 카페 소사이어티 (2016년) - 캘로타 역
- 더 프리티 원 (2013년)
- 모텔 라이프 (2012년) - 클레어 역
- 엘라의 모험: 해피엔딩의 위기 (2007년)
- 휴가 대소동 - 라스베가스 (1997년) - 빅키 역
- 컨빅트 762 (1997년)
- 364 걸즈 어 이어 (1996년)
- 시크릿 (1995년)
- 어둠 속의 그림자 (1995년)
- 히트 (1994년)
- 고스트 맘 (1993년)